# سیارک ۵۵۷۱
سیارک ۵۵۷۱ (به انگلیسی: 5571 Lesliegreen، نامگذاری:1978LG) پنج هزار و پانصد و هفتاد و یکمین سیارک کشف شده‌است که در ۱ ژوئن ۱۹۷۸ کشف شد.